# Striga hirsuta
Striga hirsuta ist eine Pflanzenart aus der Gattung Striga in der Familie der Sommerwurzgewächse (Orobanchaceae).

## Beschreibung
Striga hirsuta ist eine 2 bis 6 (selten bis 20) cm hoch werdende, parasitäre, einjährige Pflanze. Sie wächst schlank, unverzweigt oder in der Mitte des Stängels verzweigt, ist spärlich steifhaarig besetzt bis bewimpert, die Trichome sind anliegend. Der Stängel ist undeutlich viereckig und gefurcht. Die reduzierten Laubblätter sind 3 bis 15 × 0,5 bis 1 mm lang, sind linealisch geformt, ganzrandig und haben eine undeutliche Aderung. Sie stehen gegenständig oder nahezu gegenständig und sind kürzer als die Internodien. Die Unterseite ist entlang der Mittelrippe und des Randes mit einer Reihe steifhaariger Trichome besetzt, die Oberseite ist nur entlang des Randes mit steifhaarigen Trichomen besetzt.
Die Blüten stehen gegenständig in einem offenen, traubenförmigen Blütenstand, der länger als der vegetative Spross ist. Die Blüten werden von je zwei Tragblättern begleitet, am unteren Teil des Blütenstandes sind diese 6 bis 15 × 1 mm groß, schmal lanzettlich und länger als der Kelch. Die oberen Tragblätter sind ebenfalls lanzettlich, aber kürzer als der Kelch. Ober- und Unterseite der Tragblätter sind wie die Laubblätter behaart.
Der Kelch ist zehnrippig und 4 bis 5,5 mm lang. Die Kelchröhre hat eine Länge von 2 bis 3 mm und ist mit fünf gleich geformten, pfriemförmigen, 1,5 bis 2,5 mm langen Kelchzähnen besetzt. Kelchzähne und Kelchröhre sind damit etwa gleich lang. Die Krone ist dunkelrot und besitzt einen gelben Schlund. Die Kronröhre ist 8 bis 10 (selten bis 12) mm lang, gebogen, oberhalb des Kelches erweitert und spärlich drüsig behaart. Die Lappen der Unterlippe sind 2 bis 3 (selten bis 5) × 1 bis 2 (selten bis 3) mm lang und umgekehrt eiförmig. Die Oberlippe ist 1 bis 2 × 2 bis 4 mm groß und eingekerbt.

## Vorkommen
Das Verbreitungsgebiet der Art erstreckt sich von Mali bis nach Äthiopien, im Süden erreicht es Kenia, Tansania, Malawi und Mosambik.